# Премия Клейста
Премия Клейста (нем. Kleist-Preis) — немецкая ежегодная литературная премия.
Учреждена в 1911 году по случаю 100-летия со дня смерти Генриха фон Клейста, немецкого драматурга, поэта и прозаика. В числе учредителей премии был ряд видных представителей культуры Германии, среди них: О. Брам, М. Гарден, Г. Гофмансталь, Р. Демель, Г. Зудерман, Ф. Маутнер, В. Ратенау, М. Рейнхардт, А. Шницлер и другие.
Премия Клейста стала наиболее престижной литературной премией Веймарской республики. Первое вручение состоялось в 1912 году, премия Клейста вручалась до прихода к власти в Германии нацистов в 1933 году.
В 1985 году, после более чем полувекового перерыва, премия вновь стала присуждаться за лучшие литературные произведения немецкоязычных авторов с целью поддержки новых оригинальных талантов. С 1994 по 2000 год награждение проводилось раз в два года.
При присуждении премии Генриха Клейста лауреату вручается денежная награда в размере € 20 000.

## Список лауреатов (неполный)
- 1912 — Герман Бурте и Райнхард Зорге
- 1913 — Герман Эссиг и Оскар Лёрке
- 1914 — Герман Эссиг и Унру, Фриц фон
- 1915 — Роберт Мишель и Цвейг, Арнольд
- 1916 — Генрих Лерш и Мигель, Агнес
- 1917 — Газенклевер, Вальтер
- 1918 — Франк, Леонхард и Цех, Пауль
- 1919 — Курт Гейнике
- 1920 — Янн, Ханс Хенни
- 1921 — Пауль Гурк
- 1922 — Брехт, Бертольт
- 1923 — Музиль, Роберт и Вильгельм Леман
- 1924 — Барлах, Эрнст
- 1925 — Цукмайер, Карл
- 1926 — Лернет-Холения, Александр и Альфред Нойман
- 1927 — Герхард Менцель и Ханс Майзель
- 1928 — Анна Зегерс
- 1930 — Рейнхард Геринг
- 1931 — Хорват, Эдён фон и Эрик Регер
- 1932 — Ласкер-Шюлер, Эльза и Рихард Биллингер

- 1985 — Клуге, Александр
- 1986 — Диана Кемпф
- 1987 — Браш, Томас
- 1988 — Ульрих Хорстман
- 1990 — Мюллер, Хайнер
- 1991 — Гастон Сальваторе
- 1992 — Марон, Моника
- 1993 — Яндль, Эрнст
- 1994 — Мюллер, Герта
- 1998 — Дирк фон Петерсдорф
- 2001 — Герман, Юдит
- 2003 — Альберт Остермайер
- 2004 — Оздамар, Эмине Севги
- 2006 — Кельман, Даниэль
- 2007 — Вильгельм Генацино
- 2008 — Макс Гольдт
- 2009 — Арнольд Штадлер
- 2010 — Фердинанд фон Ширах
- 2011 — Левичарофф, Сибилла
- 2012 — Навид Кермани
- 2013 — Катя Ланге-Мюллер
- 2014 — Байер, Марсель
- 2015 — Моника Ринк
- 2016 — Тавада, Ёко
- 2017 — Ротман, Ральф
- 2018 — Рансмайр, Кристоф
- 2019 — Ракуза, Ильма
- 2020 — Зец, Клеменс (нем.)
- 2022 — Кински, Эстер (нем.)
- 2023 — Кунст, Томас (нем.)
- 2024 — Зальцманн, Саша (нем.)